# Trio Patrekatt
Trio Patrekatt var en svensk folkmusikgrupp som bestod av Markus Svensson, Johan Hedin och Annika Wijnbladh. Bandet släppte sitt första och enda studioalbum Adam 1998.

## Medlemmar
- Johan Hedin
- Markus Svensson
- Annika Wijnblad

## Diskografi
- 1998 - Adam